# 天応町
天応町（てんのうちょう）は、広島県安芸郡にあった町。現在の呉市天応にあたる。第二次世界大戦後、広島市、呉市の被災者の受入地となる。

## 地理
- 海洋：瀬戸内海[2]
- 河川：大屋川[2]

## 歴史
- 1889年（明治22年）4月1日、町村制の施行により、安芸郡大屋村が単独で村制施行し、大屋村が発足[1][3]。
- 1940年（昭和15年）以降、呉市からセーラー万年筆、守安ドリルなどの工場、呉海軍工廠工員宿舎などの海軍施設が転入した[1]。
- 1951年（昭和26年）11月3日、町制施行して天応町に改称[2][4]。
- 1956年（昭和31年）10月1日、呉市に編入され廃止[1][4]。

## 産業
- 工業、農業、漁業[1]。

## 交通

### 鉄道
- 1903年（明治36年）国有鉄道呉線が開通し、天応駅を開設[1]。

## 教育
- 1947年（昭和22年）大屋村立中学校（のち呉市立天応中学校、廃校）開校[1]